# Mirafra erythroptera
A Mirafra erythroptera a madarak osztályának verébalakúak (Passeriformes) rendjébe, ezen belül a pacsirtafélék (Alaudidae) családjába tartozó faj.

## Rendszerezése
A fajt Edward Blyth angol ornitológus írta le 1845-ban.

## Alfajai
- Mirafra erythroptera erythroptera Blyth, 1845
- Mirafra erythroptera sindiana Ticehurst, 1920[2]

## Előfordulása
Ázsia déli részén, India és Pakisztán területeken honos. Természetes élőhelyei a szubtrópusi és trópusi cserjések, sziklás környezetben. Állandó, nem vonuló faj.

## Megjelenése
Testhossza 15 centiméter.

## Természetvédelmi helyzete
Az elterjedési területe rendkívül nagy, egyedszáma pedig stabil. A Természetvédelmi Világszövetség Vörös listáján nem fenyegetett fajként szerepel.